# Лукачевец
Лукачевец (рум. Lucacevăț) — село у повіті Караш-Северін в Румунії. Входить до складу комуни Сікевіца.
Село розташоване на відстані 342 км на захід від Бухареста, 68 км на південь від Решиці, 126 км на південь від Тімішоари.

## Населення
За даними перепису населення 2002 року у селі проживала 31 особа, з них 28 осіб (90,3%) румунів. Усі жителі села рідною мовою назвали румунську.